# ياهو تشياباس
ياهو تشياباس (بالإسبانية: Jehu Chiapas)‏ (3 أكتوبر 1985 في المكسيك - ) هو لاعب كرة قدم مكسيكي في مركز الدفاع. لعب مع نادي أونيفرسيداد ناسيونال ونادي تشياباس ونادي سان لويس وتيبورونيس روخوس دي فيراكروز.

## وصلات خارجية
- ياهو تشياباس على موقع قاعدة بيانات كرة القدم.إي يو (الإنجليزية)
- ياهو تشياباس على موقع Soccerway.com (الإنجليزية)
- ياهو تشياباس على موقع AS.com (الإسبانية)